# يوسف محمد (سياسي)
يوسف عبد الرزاق محمد، المعروف بيوسف محمد (1933-3 أبريل 2022) كان مستشار قانوني أول وسياسي موريشيوسي.

## النشأة، العائلة والتعليم
محمد هو نجل الوزير الموريشيوسي الهندي المولد عبد الرزاق محمد من زوجته الثانية غيسلين دوكاس.
درس محمد في برستل بالمملكة المتحدة قبل أن يعود إلى موريشيوس في عام 1961. وسافر إلى فرنسا في عام 1963 لدراسة القانون الفرنسي في كلية الحقوق في باريس، وعاد إلى موريشيوس بحلول عام 1965 ليبدأ مسيرته القانونية.

## الحياة السياسية
انتخب يوسف محمد عضواً في المجلس التشريعي عام 1967 في الدائرة رقم 8 (الحي العسكري – موكا). ترشح في الانتخابات العامة عام 1976 لكنه لم يُنتخب. إلا أنه رُشح من خلال نظام الخاسر الأفضل، وعين وزيرا للعمل والعلاقات الصناعية حتى عام 1979. وفي عام 1979 عُيين سفيرا في مصر. في الانتخابات العامة عام 1983، أُنتخب لعضوية الجمعية التشريعية مرشح عن ائتلاف MSM-Labour-PMSD وشغل منصب نائب رئيس المجلس حتى عام 1987.